# Normale (Giorgia)
Normale è un singolo della cantautrice italiana Giorgia, pubblicato il 4 novembre 2022 come primo estratto dall'undicesimo album in studio Blu.

## Antefatti
Dopo la pubblicazione del decimo album in studio Oronero del 2016, Giorgia ha preso una pausa dalla discografia, ad eccezione dell'album di cover Pop Heart del 2018. Nel 2022 Giorgia torna a cantare nella collaborazione Parentesi di Mara Sattei, estratto dal primo album in studio di Sattei Universo, e nel brano Luglio presente nell'album Ritorno al futuro/Back to the Future di Elisa, partecipando inoltre all'Heroes Festival a Verona di quest'ultima. Successivamente la cantante si esibisce alla manifestazione Una. Nessuna. Centomila, contro la violenza sulle donne, e all'evento promosso dal Corriere della Sera Il tempo delle donne, in cui presenta il brano inedito Tornerai, scritto da Francesca Michielin e Ghemon.

## Descrizione
Il brano è stato scritto da Mahmood, Dario Faini, Mario Marco Gianclaudio Fracchiolla e Massimiliano Dagani, con la composizione musicale di Dario Faini e Big Fish.

## Promozione
Il 21 ottobre 2022 Giorgia pubblica nei propri social network una serie di videoclip in cui si pone delle domande riguardo al significato del termine «normale» sia nella società che a livello personale. La cantante ha dichiarato:
(Giorgia)
Il 4 novembre 2022, in concomitanza alla pubblicazione del singolo, viene reso disponibile attraverso il canale YouTube della cantante il cortometraggio Normale con Giorgia, diretto da Rocco Papaleo e filmato a Roma, comprendente i precedenti video pubblicati.

## Accoglienza
Alessandro Alicandri, recensendo il brano per TV Sorrisi e Canzoni, constata nel brano 
«l'identità contemporanea» della cantante, che interpreta «un brano particolarissimo nelle suggestioni» dal ritornello 
«potente e ricercato». Il giornalista si sofferma sugli autori, scrivendo che la produzione risulti «poderosa» mentre il testo sia «introspettivo e conflittuale», in cui un flusso di coscienza che conduce a interpretare la normalità come «estremamente soggettiva, talvolta inaccettabile, di certo multiforme».
Gabriele Antonucci della rivista Panorama trova il singolo «in perfetto equilibrio tra pop italiano e urban internazionale», il quale riflettere «sull'accettazione di se stessi e sulle difficoltà nel relazionarsi con le aspettative degli altri».
Fabio Fiume di All Music Italia assegna al brano un punteggio di 7,5 su 10, riscontrando che la scelta di associare le doti vocali della cantante alla musica elettronica «non risparmia la voce eppure, non impedisce alla stessa di primeggiare». Fiume trova inoltre che «la totale assenza strumentale la canzone arriva piena nell’arrangiamento». Anche Mattia Marzi di Rockol lo definisce tra suoni elettronici e sintetizzatori, in cui la scelta musicale risulta «sperimentale e classica allo stesso tempo», definendo l'interpretazione di Giorgia «elegante».

## Tracce
Testi di Alessandro Mahmood, Dario Faini, Mario Marco Gianclaudio Fracchiolla e Massimiliano Dagani, musiche di Big Fish.
1. Normale – 3:14